# Отношения между Армения и Турция
Арменско-турските отношения са обтегнати поради редица политически и исторически въпроси, включително за Aрменския геноцид и неговото отричане от турците и активната и пасивна поддръжка на политиката на Азербайджан за унищожението на Армения.
Въпреки че не съществуват официални дипломатически отношения между 2-те страни, през 2009 г. те оповестяват, че са се споразумели за взаимно дипломатическо признаване. Въпреки опитите на Армения за подобряване на отношенията Турция настоя за намиране на решение на Арцахския въпрос, което да бъде в полза на Азербайджан. Турция признава арменската държава малко след обявяването на независимостта ѝ през 1991 г., но скоро напрежението отново ескалира между 2-те държави, когато Турция заема страната на Азербайджан в Освободителната война на Арцах и затваря границите си за Армения.
В началото на 2007 г. убийството на журналиста от арменски произход Хрант Динк предизвиква скандал в обществото. Убиецът му е превърнат в герой от полицаите, които са го хванали, което довежда до масови турски протести. Турция реагира и президентът Абдула Гюл става първият турски лидер, посетил Армения. Предложена е временна пътна карта между 2-те страни като стъпка към заздравяването на отношенията между 2-те страни.
През 2009 г. министерствата на външните работи на 2-те страни обявяват, че започват преговори по установяване на официални дипломатически отношения. Това обаче така и не се случва, след като Турция отново изисква от Армения разрешаване на конфликта с Азербайджан.

## Война в Нагорни Карабах
Турция е активен член на Минската група към ОССЕ (Организация за сигурност и сътрудничество в Европа), която е натоварена с мисията да посредничи в разрешаването на спора между Армения и Азербайджан (с които са в добри отношения) за спорната автономна територия Нагорни Карабах. Конфликтът се засилва, след като на 20 февруари 1988 г. областта решава да се идентифицира като арменска и военните действия не закъсняват.
Арменско-турските отношения постепенно се влошават, тъй като Армения засилва влиянието си над Нагорни-Карабах. Когато през 1992 г. арменците превземат Шуша, турският премиер Сюлейман Демирел е подложен на голям обществен натиск с искането да се намеси. Той от своя страна отказва да предприеме нещо по-сериозно с довода, че това би довело до по-голям християнско-мюсюлмански проблем. Турция не изпраща войски, но изпраща военна техника и стратези, които да помогнат на азерите. Следва Кходжалското клане от 12 февруари 1992 г., в което са избити няколкостотин етнически азери.
Войната продължава от 1988 г. до 1994 г. и в резултат от нея Армения излиза победител и се подписва договор за ненападение, т.нар „Протокол от Бишкек“. И до днес се водят спорове за тази област между Армения]] и Азербайджан]].

## Отричане на Арменския геноцид
Избиването на повече от 1,5 млн. арменци от Османската империя по време на Първата световна война, определено като геноцид от мнозина историци, е отречено от турската държава. Повечето учени твърдят, че това е целенасочено изтребване на арменците в пределите на Османската империя, такава е и позицията на Армения.
Турция оспорва крайния брой на жертвите, твърдейки, че не става дума за 1,5 млн., а по-скоро за 200 – 600 хил. арменци. Също така в турската позиция присъстват доводите, че повечето арменци са умрели от болести, глад и междуетнически разпри. Турция се оправдава с това, че арменски бунтовници са заели страната на Русия в Първата световна война и са избивали масово мюсюлмани.
Да говориш за Арменския геноцид в Турция е равносилно на криминално деяние и немалко членове на интелектуалните среди в държавата са изправени на съд. В отговор на искането на Турция за безпристрастно разглеждане на проблема д-р Израел Чарни и Международната асоциация на учени, проучващи геноциди, пращат отворено писмо до турския министър-председател:
| „ | Ние представляваме мнозинството от учени, изследващи геноциди в Северна Америка и Европа. Ние сме притеснени, че в искането ви за безпристрастно изследване на Арменския геноцид може да не сте напълно запознати с целия интелектуален и научен архив за Арменския геноцид и как това събитие е в съответствие с Конвенцията за геноцида на Обединените нации. Ние искаме да подчертаем, че не само арменци признават Арменския геноцид, но това е преобладаващото мнение на учените, които изучават геноцид: стотици независими учени, които нямат афинитет към правителства и чиято работа обхваща много страни и националности и продължение на десетилетия. | “ |

Редица международни организации са провели изследвания над тези събития, описвани още като „Османското клане над арменците между 1915 и 1916 г.“ В някои държави и щати на САЩ отричането на геноцида е криминализирано, неотдавна и Франция е приела такъв закон.
Турският премиер Реджеп Тайип Ердоган определя закона, криминализиращ отричането на арменския геноцид като „дискриминационен и расистки“. Министър-председателят остро разкритикува решението на френския сенат да одобри законопроекта, предвиждащ наказание от една година затвор и глоба в размер на 45 000 евро за отричане на всякакъв геноцид. Въпреки това Ердоган отбеляза, че има надежда Франция „да поправи грешката си“. По думите му законът е „изцяло недействителен и несъществуващ“ за Турция. Той подчерта, че всякакви ответни мерки ще бъдат предприети в зависимост от развитието на въпроса. „Няма да позволим на никой да спечели политически дивиденти за сметка на Турция“, каза още премиерът. „Ще заемем рационално и достойно становище, ще приложим мерките стъпка по стъпка. Все още изчакваме“, уточнява той пред депутатите от Партията на справедливостта и развитието. Франция е 5-ият по големина пазар за износ на Турция и 6-ият за доставки на стоки и услуги. Двустранната търговия се равнява на 13,5 милиарда долара за първите 10 месеца на предходната година. По време на изказването му стотици протестиращи се събират пред френското посолство в Анкара и консулството в Истанбул. Много турци приемат проектозакона като обида за нацията им, изкривяване на историческото минало и нарушение на свободата на словото, пише агенцията. Още преди вота в Сената Ердоган казва, че въпросът за бъдещи официални визити във Франция ще остане несигурен, ако законът бъде одобрен. По-късно турският посланик във Франция Тахсин Бурджуоглу посочва, че Анкара ще намали дипломатическото си присъствие в Париж до ниво „шарже д'афер“.
Проектозаконът, който е приет от френското Национално събрание на 22 декември, довежда до замразяване от страна на Турция на политическото и военно сътрудничество с Франция. Предстои да бъде ратифициран от френския президент. Според анализатори Анкара може да забави обявяването на мерките, за да изчака решението на Франция. Турция не може да наложи икономически санкции на Париж заради членството в Световната търговска организация и митническия съюз с Европа. Френските фирми обаче рискуват да понесат загуби най-вече в областта на отбраната.
Турският президент Абдуллах Гюл също критикува закона като заявява, че отношенията между Анкара и Париж вече са на различно ниво. Гюл посочва, че приемането на закона представлява „инвестиция“ за предстоящите във Франция президентски избори. „Важна европейска държава като Франция от вчера влезе в категорията на страните, ограничаващи свободата на изразяване. Това е унизително поведение за голяма държава като Франция“, добави турският президент.

## Граничен спор
В постсъветския климат на иредентизъм Турция е особено предпазлива по отношение на хардлайнерските арменски настроения и претенциите на Армения към територията на „Историческа Армения“ в Турция. Арменската революционна федерация – политическа партия и част от арменското коалиционно правителство, продължава да настоява за връщане на териториалните граници предвидени от Севърския договор, който никога не е бил в сила, защото Турция не го ратифицира. Армения официално заявява, че винаги е признавала границата си с Турция и по думите на външния министър Вардан Осканян: „Армения никога не е оспорвала валидността на Договора от Карс, тъй като Армения остава лоялна към всички споразумения, наследени от Съветския съюз.“ Тези продължаващи гранични спорове за малко не осуетяват обявяването на временна пътна карта между Турция и Армения през април 2009 г.